# Kalliojärvensaari
Kalliojärvensaari är en ö i Finland. Den ligger i sjön Kalliojärvi och i kommunen Sotkamo i den ekonomiska regionen  Kajana ekonomiska region  och landskapet Kajanaland, i den centrala delen av landet, 500 km nordost om huvudstaden Helsingfors. Öns area är 5,9 hektar och dess största längd är 0,7 kilometer i sydöst-nordvästlig riktning.